# Heeresgruppe Woyrsch
Die Heeresgruppe Woyrsch war eine deutsche Heeresgruppe des Ersten Weltkriegs, die von August 1916 bis Dezember 1917 an der Ostfront bestand.

## Geschichte
Die Heeresgruppe Woyrsch wurde am 31. August 1916, nach der Auflösung der bisherigen Heeresgruppe Prinz Leopold, die organisatorisch mit dem Oberkommando der 9. Armee verbunden war, auf Grundlage des Oberkommandos der Armeeabteilung Woyrsch unter Generaloberst Remus von Woyrsch gebildet. Vorausgegangen war Ende August der Wechsel in der Obersten Heeresleitung von Erich von Falkenhayn zu Paul von Hindenburg, der auch einen Wechsel von Hindenburg zu Generalfeldmarschall Prinz Leopold von Bayern an der Spitze der „deutschen Heeresfront“ an der Ostfront mit sich gebracht hatte.
Die Heeresgruppe hielt die Front im Gebiet des heutigen Belarus von den Prypjatsümpfen im Süden bis in den Raum Krewo–Smorgon im Norden, ihr Gegner war die russische Westfront. Unterstellt waren ihr mit Stand 19. September 1916 neben der Armeeabteilung Woyrsch im Raum Baranowitschi die 12. Armee (ab Oktober 1916 Armeeabteilung Scheffer) im Raum Lida und die Armeeabteilung Gronau im Raum Pinsk. Sie hielt südlich Anschluss an die Heeresgruppe Linsingen, nördlich an die Heeresgruppe Eichhorn, das Hauptquartier der Heeresgruppe befand sich während der gesamten Zeit ihres Bestehens in Slonim.
Nach dem permanenten Waffenstillstand im Osten vom 15. Dezember 1917 wurde das Heeresgruppenkommando noch am selben Tag aufgelöst. Der Stab wurde im gleichen Monat zur Aufstellung der 18. Armee herangezogen, die zum Einsatz bei der Frühjahrsoffensive an der Westfront vorgesehen war.